# Atosiban
L'atosiban est un inhibiteur des hormones ocytocine et vasopressine.
L'atosiban est utilisé comme médicament intraveineux pour arrêter le travail en cas de menace d'accouchement prématuré. Il n'a cependant pas d'effet démontré sur le pronostic néonatal. Bien que des études aient suggéré qu'il pourrait être utilisé sous forme de vaporisation nasale et donc sans hospitalisation, il n'est pas utilisé sous cette forme.
Il a été développé par Ferring Pharmaceuticals de Suède.
Le premier rapport dans la littérature remonte à 1985.
Il est utilisé pour aider à convertir une présentation par le siège en une présentation par le crâne lors d'un accouchement. Il est toutefois moins efficace que le fénotérol dans cette indication, bien que mieux toléré.

## Nom commercial
Tractocile (CH)